# MAZ-537G

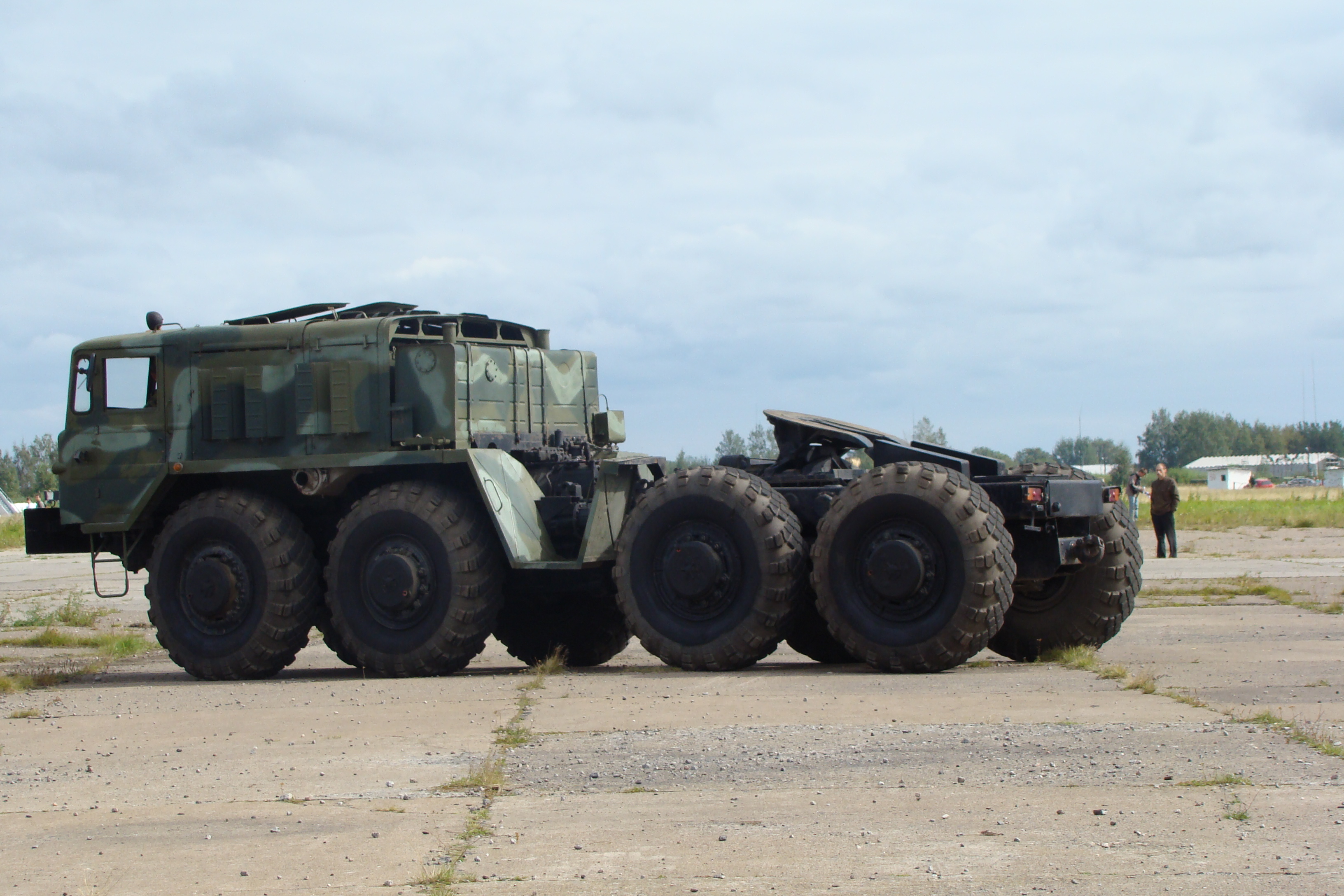

MAZ- 537是一輛十二氣缸柴油動力的軍用卡車（火炮牽引車），它原來設計載重50噸，後來的版本升級至載重65噸，1959-1965年期間它由蘇聯明斯克汽車製造廠製造，從1963年開始它轉由庫爾干輪式牽引車製造廠製造，直至它於1990年停產。